# 阿貝爾2218
阿貝爾2218是位於天龍座，距離地球大約20億光年的一個星系團。 它是一個強大的透鏡，將隱藏在它核心背後所有的星系放大和扭曲成長形的弧。所有的透鏡星系都從核心向外延伸，其中有些星系還有多重的影像。這些影像通常都是成對的，有些有第三個影像 － 通常很微弱 － 可以被看見，並且都是很遙遠的物體。
在2004年，利用阿貝爾2218的重力透鏡效應發現當時已知最遙遠的天體。這個天體與地球大約有130億年的年齡，似乎是在大爆炸後7億5千萬年誕生。
透鏡星系的顏色是它們的距離和類型的涵數，橘色的弧是橢圓星系，只有普通的紅移(z=0.7)。藍色的弧是恆星形成中的星系，有中度的紅移(=1-2.5)。成對且非常紅的是新發現的恆星形成中的星系，紅移大約是7。
這些成為透鏡的星系數量非常多，從地球的位置觀察形成兩個質量的叢集，在鞍部有著最大的放大率。

## 外部連結
- Release about Abell 2218 at ESA/Hubble （页面存档备份，存于）
- 每日一天文圖 - Abell 2218: A Galaxy Cluster Lens （页面存档备份，存于） - 2010 June 20